# 白莲路 (珠海)
白蓮路是中國廣東省珠海市的一條一般道路，位于香洲區，整条道路走向类似于符號「┏━」。西邊從九洲大道中開始，一直向東去到吉大路与景山路的交界处。

## 概要
全長1.8公里，宽10米，雙向2車道。

## 經過的道路
这条路的顺序是由西到东排列，其中加粗的字为主幹道：
- 九洲大道中
- 蓮興路
- 吉莲路、吉柠路
- 吉水路
- 吉大路、景山路